# Абызов, Михаил Петрович
Абы́зов Михаи́л Петро́вич (7 апреля 1910, село Берёзово Кемеровской области — 20 июля 1942, Воронеж) — парторг, старшина Красной Армии, погиб в 1942 году подорвав вместе с собой ДЗОТ противника при обороне Воронежа от немецко-фашистских захватчиков.

## Биография
Родился в 1910 году в селе Берёзово Кемеровского района Новосибирской области.
Трудился на шахте «Центральная» в Кемерове, затем в Рудничном коммунальном хозяйстве Кемерова, член ВКП(б), отец двоих детей.
В 1941 году добровольцем ушёл на фронт.
В РККА с апреля 1942 года. Старшина и парторг 7-й роты 849-го стрелкового полка 303-й стрелковой дивизии 43-й армии.
Погиб 20 июля 1942 года на северной окраине Воронежа во время боёв за город.
Похоронен в братской могиле № 2 (Московский проспект города Воронежа).

## Обстоятельства подвига
19 июля 1942 года в двух километрах севернее Воронежа 303-я стрелковая дивизия кузбассовцев под командованием полковника Л. И. Остроухова вступила в свой первый бой. 849-й стрелковый полк выбил засевших в ботаническом саду фашистов и отбросил их на окраину города. Старшина Абызов погиб в уличных боях на Задонском шоссе в районе ипподрома (ул. Хользунова) бросившись на амбразуру ДЗОТа.

Во время штурма города, вырвался вперёд с ручным пулемётом и открыл по ДЗОТу огонь. Когда пулемёт был выведен из строя, бросился на ДЗОТ с гранатами, взорвав ДЗОТ вместе с собой.— Наградной лист за подписью командира 849 сп 303 сд майора Рубанова
Приказом от 3 сентября 1942 года награждён орденом Красного Знамени (посмертно).

## Память
Его именем названы улицы в Коминтерновском районе Воронежа и в 1967 году в Рудничном районе Кемерово — там же установлена памятная стела. Также именем героя названы улицы в сёлах Берёзово и Старый Рудник.
В зале Воронежского музея посвящённом героям битвы за город висит портрет М. П. Абызова.
В селе Берёзово в честь Михаила Петровича Абызова установлена мемориальная доска.
В честь Михаила Петровича Абызова его именем назван правнук.
В 80-х годах, имя Михаила Петровича Абызова носила пионерская дружина школы № 59 г. Воронежа (ныне гимназия № 4 имени И. С. Никитина).